# Musée des Beaux-Arts de Valence (Espagne)
 (avril 2025).
Si vous disposez d'ouvrages ou d'articles de référence ou si vous connaissez des sites web de qualité traitant du thème abordé ici, merci de compléter l'article en donnant les références utiles à sa vérifiabilité et en les liant à la section « Notes et références ».
Pour l’article homonyme, voir Musée des Beaux-Arts de Valence.
Le musée des Beaux-Arts de Valence est le musée de peinture le plus important de Valence, en Espagne. C’est une référence importante pour les maîtres anciens et un des musées de référence en Espagne. Ses collections incluent des œuvres gothiques des XIVe et XVe siècles, un célèbre autoportrait de Vélasquez et une Vierge à l’enfant et adorateur de l’Italien Pinturicchio.

## Histoire
En 1913, par un décret royal du 24 juillet, le musée fut officiellement séparé de l’Académie royale des beaux-arts de San Carlos et se convertit alors en institution autonome, dépendant de l’État sous la direction d’un recteur.
Durant la guerre civile le musée, qui était situé dans l’ancien couvent des Carmes, fut démonté et utilisé comme dépôt du Trésor artistique. Une partie de ses fonds fut transférée en dépôt au musée du Prado.
Manuel González Martí (es), directeur du musée, tenta de récupérer les tableaux. Le 5 septembre de 1939, il chargea une commission d’évaluer les dégâts subis par le bâtiment afin de le réhabiliter, ce qui ne fut pas fait puisque la décision fut prise de le déménager au collège du séminaire de Saint-Pie.

## L’édifice

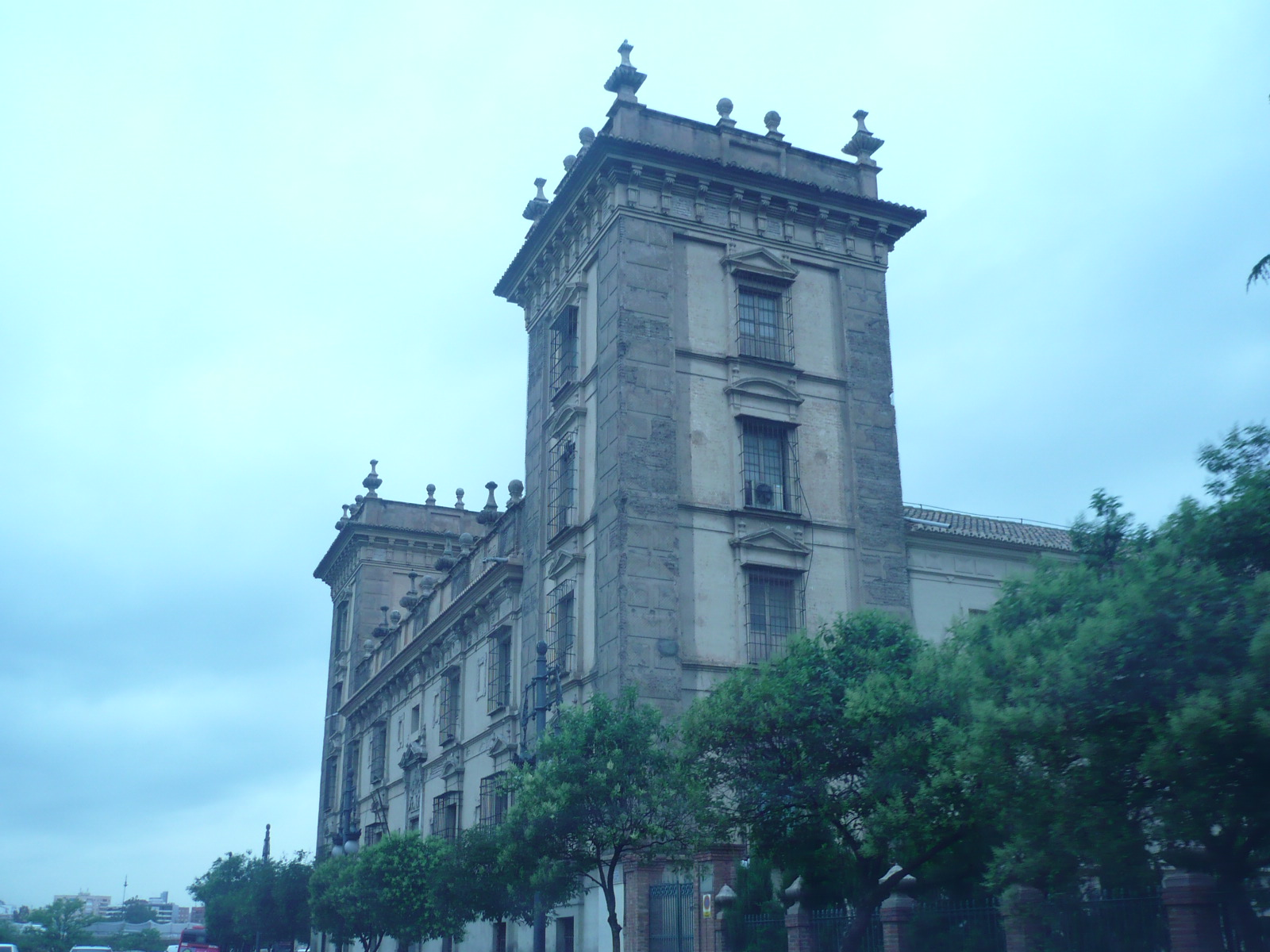
Vue est du musée des Beaux-Arts de Valence.

Le collège Saint-Pie-V, actuel siège du musée des Beaux-Arts de Valence et de l’Académie royale de San Carlos, fut fondé par l'évêque Juan Tomás de Rocaberti pour la formation ecclésiastique. Projeté par Juan Pérez Castiel (es) en 1683, son exécution fut retardée jusqu’au XVIIIe siècle. Il est composé de deux parties : le collège et le temple.
Le collège est de forme quadrangulaire, organisé autour d’un cloître, et possède deux tours en façade qui correspondent à l’ancien lit du Turia qui lui donne un petit aspect forteresse, comme cela était fréquent alors pour les monastères et certains palais de la ville. Sur cette façade on note des éléments almohades sur les bords en pointes de diamants, les frontons droits et courbes en alternance qui surplombent les fenêtres, les corniches et les toits faits de vases et de boules.
Le temple s’adosse à ce rectangle avec son plan octogonal et sa grande coupole de vitraux bleus, reconstruite après avoir été démolie en 1925. La façade est l’œuvre de José Minguez. Elle possède deux étages, on note des piliers surmontés par un fronton curviligne, dans un style mélangeant baroque et néoclassicisme.

Entre 1820 et 1826 ce fut le siège de la Beneficencia, et il dépend depuis 1835 de l’État, qui s’en servit d’entrepôt de provision et d’hôpital pour l’armée durant la guerre civile. Il a abrité le musée de Beaux-Arts de Valence après le conflit.

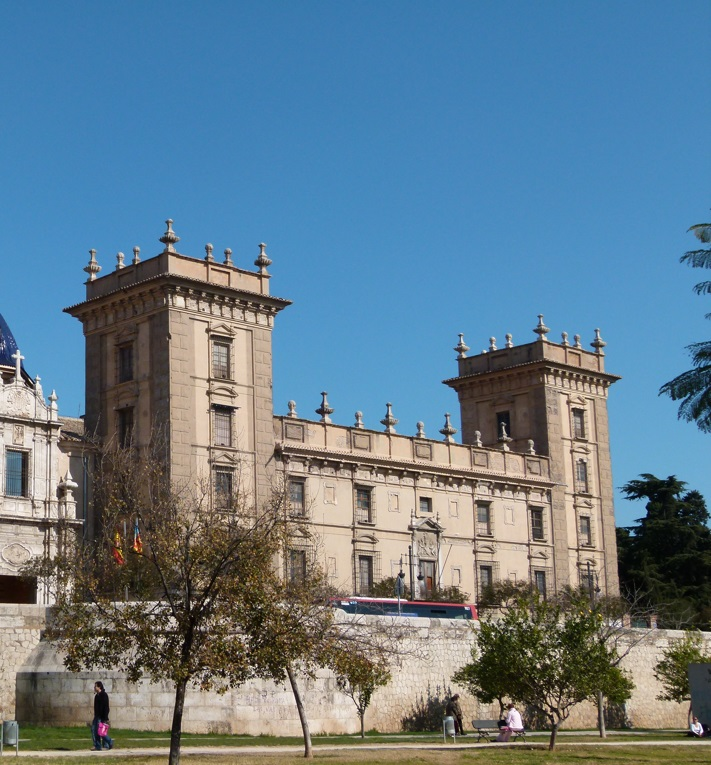
Façade principale.
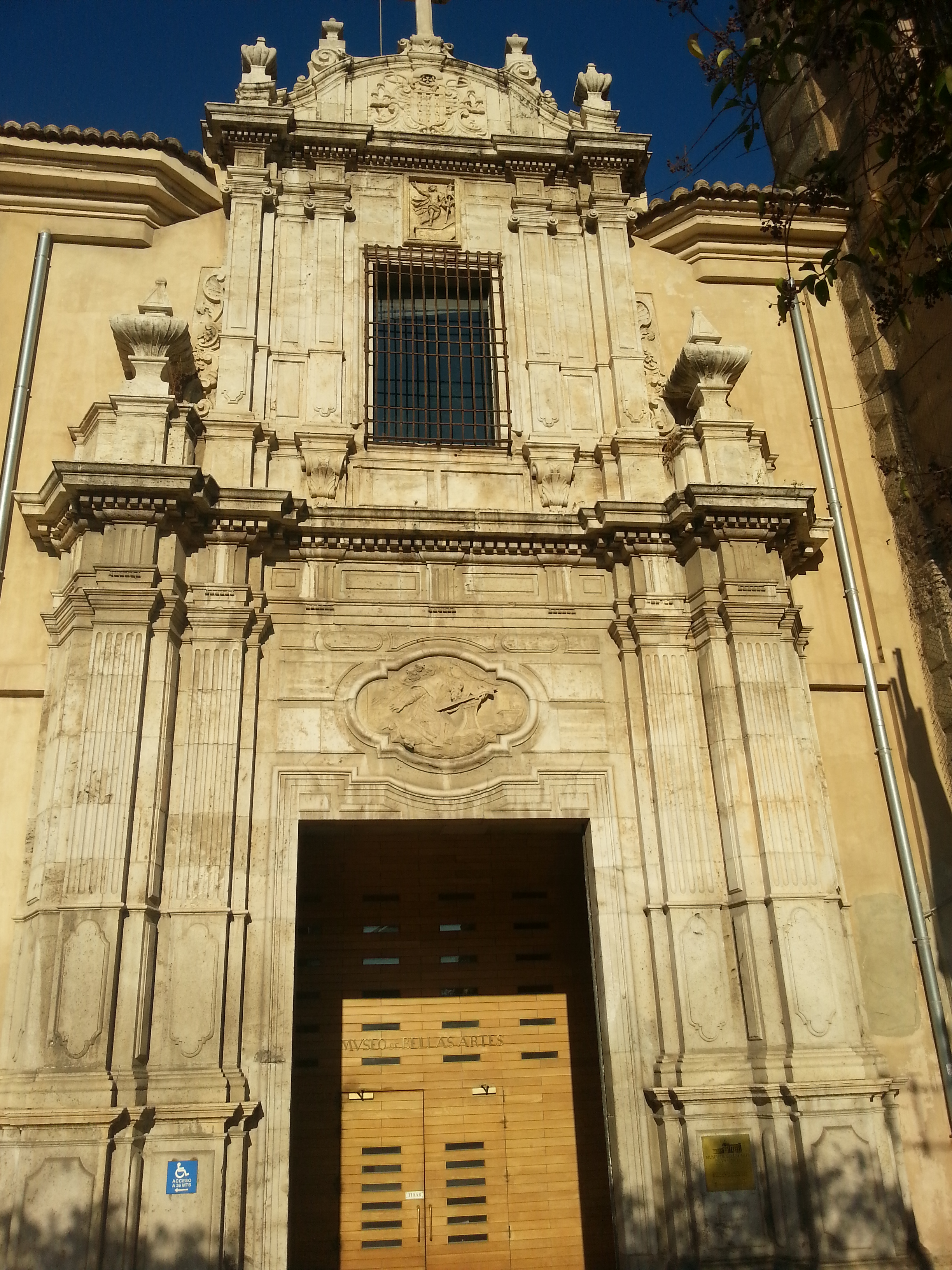
Porte d'entrée.

## Collection
« Le musée de Beaux-Arts de Valence, témoin de la trajectoire artistique de la société Valencienne et dépositaire de ses meilleures œuvres références, est le centre muséal, pour la peinture classique, le plus important de la Communauté valencienne, et dans le sens le plus large, une des plus riches pinacothèques d’Espagne. »

— Consul Císquer Quesabán Sous-secrétariat de Promotion culturelle

### Peinture desXIVe,XVeetXVIesiècles

#### Gothique
Les pièces des artistes valenciens des XIVe et XVe siècles justifient que le musée soit spécialisé dans la peinture gotique. La collection de tableaux gothiques des peintres médiévaux nommé « primitifs valenciens » (xive – xve siècles) est la plus renommée du musée de Beaux-Arts de Valence, tant pour sa qualité que pour son sens artistique.
L’importante collection de primitifs valenciens, sont des tableaux gotiques de peintres médiévaux de la région qui ont été créés à partir de la fin du XIVe siècle et durant le XVe siècle. Ce sont des retables complets ou des fragments. La technique employée est presque exclusivement celle qui avait cours jusqu’au milieu du XVe siècle. Parmi les œuvres provenant d'en dehors de l’Espagne, celles de l’Italien Gherardo Starnina sont particulièrement intéressantes, avec un retable complet daté des alentours de 1400. Il existe également des œuvres de représentatives de l’école flamande qui introduisit les techniques de peintures à l’huile et permirent des couleurs plus denses et un travail plus subtil.
Les peintures valenciennes les plus anciennes du musée sont des scènes de la vie de Saint Luc, quatre tableaux provenant de l’église de Saint-Jean du Marché, du Maître de Villahermosa (fin du XIVe siècle). Grâce à Lorenzo Zaragoza (Sainte Catherine et Saint François), le Royaume de Valence reçut les tendances picturales de Catalogne, liées à l’art italo-gothique de Toscane et de Sienne du XIIIe siècle avec des influences byzantines.
À partir de 1400, les ateliers locaux, avec des modèles propres, atteignent la maturité de la peinture médiévale valencienne, comparable à l’art le plus beau et raffiné d’Europe. Durant le XVe siècle se développent deux styles :
Le gothique international, première moitié du XVe siècle, qui fusionna diverses tendances en un nouveau style de lignes, précieuses, raffinées et détaillistes, comme le montre l’extraordinaire retable de Fray Bonifacio Ferrer ou les Sacrements (1398), œuvre de grande perfection (attribué à Gerardo Starnina). Le Retable de la Sainte Croix, de Miquel Alcanyís, œuvre maîtresse par son intense dynamisme. Le Retable de Saint Martín, Sainte Ursule et Saint Antoine, de Gonçal Peris Sarrià, peintre élégant aux lignes raffinée, tableau le plus représentatif du style international. Il peignit également le petit tableau biface de Véronique à la Vierge et de l’Annonciation. Pere Nicolau est un autre peintre de cette époque, également présent au musée avec le retable Les Adorateurs de la Vierge. Le style flamand (seconde moitié du XVe siècle), est moins idéalisé, et avec un plus grand soin mis sur la réalité quotidienne, mais toujours avec ses conventions, comme le fond doré. Se détachent les œuvres du maître de Bonastre, le Diptyque de l’Annonciation, avec une technique impeccable de grande préciosité, ou le plus modeste Maître, avec une Sainte Catherine à mi-chemin entre le style international et flamand. Jaume Baço (Jacomart), qui avant 1451 travaillait en Naples, a un style proto-renaissance, d’influence flamande et quattrocentiste. Il peignit le tableau de Saint Jacques et Saint Gil, où se poursuit la conception spatiale iconographique médiévale, mais avec des figures plus humaines. Juan Rexach peignit le Transit de la Vierge et la Predela avec des scènes de la Passion, qui ressort sur un fond doré et un paysage descriptif avec des scènes de la passion du Christ.
Parmi les autres œuvres non valenciennes du musée on note la Vierge allaitant du Castillan Pedro Berruguete, le grand Triptyque de la Passion, œuvre d’un suiveur de Jérôme Bosch, ainsi qu'un tableau biface avec la représentation de la Vierge de l’Annonciation et Sainte Isabelle avec Saint Jean, de la main d’un suiveur de Hugo van der Goes. On note également le couronnement de la Vierge et saint Pierre et saint Paul, petit tableau de provenance italienne du premier quart du XIVe siècle attribué au peintre de Saint Pietro di San Simone.
Au tournant des XVe et XVIe siècles dominait à Valence des peintres aux caractéristiques bien définies, qui peuvent être nommée « proto-renaissantes », et qui mélangent des éléments italiens et flamands. Parmi eux se trouvent Roderic d'Osona et son fils Francisco de Osona ou Vicente Macip. Celui-ci exerçait avant de connaître la peinture des Frères et de Sébastien du Piombo, qui fit changer son style par la suite. À leurs côtés se trouvent d’autres peintres moins innovants comme Nicolás Falcó, avec son grand Retable du couvent de la Pureté, des sculptures d’Onuffre, Paul et Damián Forment, le maître de Perea ou le maître d’Artés.
Parmi les artistes représentés : Miquel Alcanyís, Pere Nicolau, Jacomart, Vicente Macip, Bartolomé Bermejo, Juan Rexach, Martí Torner, Maître d'Alcira et Nicolás Falcó.

#### Renaissance
Œuvres de Paolo da San Leocadio, Cristóbal Llorens, Yañez de la Almedina, Vicente Macip, Joan de Joanes, Nicolás Borrás, Pedro Berruguete, Le Titien, Giovanni Baglione, Massimo Stanzione, Giovanni Bizzelli, Quentin Metsys, Le Greco, Pieter Coecke et l’Italien Pinturicchio, avec la seule toile conservée en Espagne.

### Peintures desXVIIeetXVIIIesiècles
Œuvres de Francisco Ribalta, José de Ribera, Diego Velázquez (Autoportrait), Murillo, Juan de Valdés Leal, Luca Giordano, Francisco de Goya, Gregori Bausà, Asensio Julià, Jan van Goyen, Marten de Vos, Corrado Giaquinto, Evaristo Muñoz (es), Vicente Castelló, Pedro de Orrente, Mathias Stomer, Antonio Palomino, Van Dyck, Daniel Seghers, Alonso Cano, Juan de Pareja, Andrea Vaccaro, Pieter Brueghel le Jeune, Claude Joseph Vernet, Francisco Bayeu, Pieter van Lint, Juan de Arellano, Mariano Salvador Maella, José Camarón Boronat et Jan Frans van Bloemen.

### Peintures desXIXeetXXesiècles
Œuvres de Vicente López Portaña, Joaquim Mir, Benjamín Palencia, Jenaro Pérez Villaamil, Darío de Regoyos, Carlos de Haes, Federico de Madrazo, Raimundo de Madrazo, Leonardo Alenza, Aureliano de Beruete, Antonio Muñoz Degrain, Antonio María Esquivel, Valentín de Zubiaurre (es), Francisco Pradilla, Eduardo Rosales, Agustín Esteve, Ignacio Zuloaga, Santiago Rusiñol, Martín Rico, José Benlliure y Gil, Ignacio Pinazo Camarlench (en), Joaquín Sorolla et Cecilio Plá.

## Galerie
Huiles sur toiles

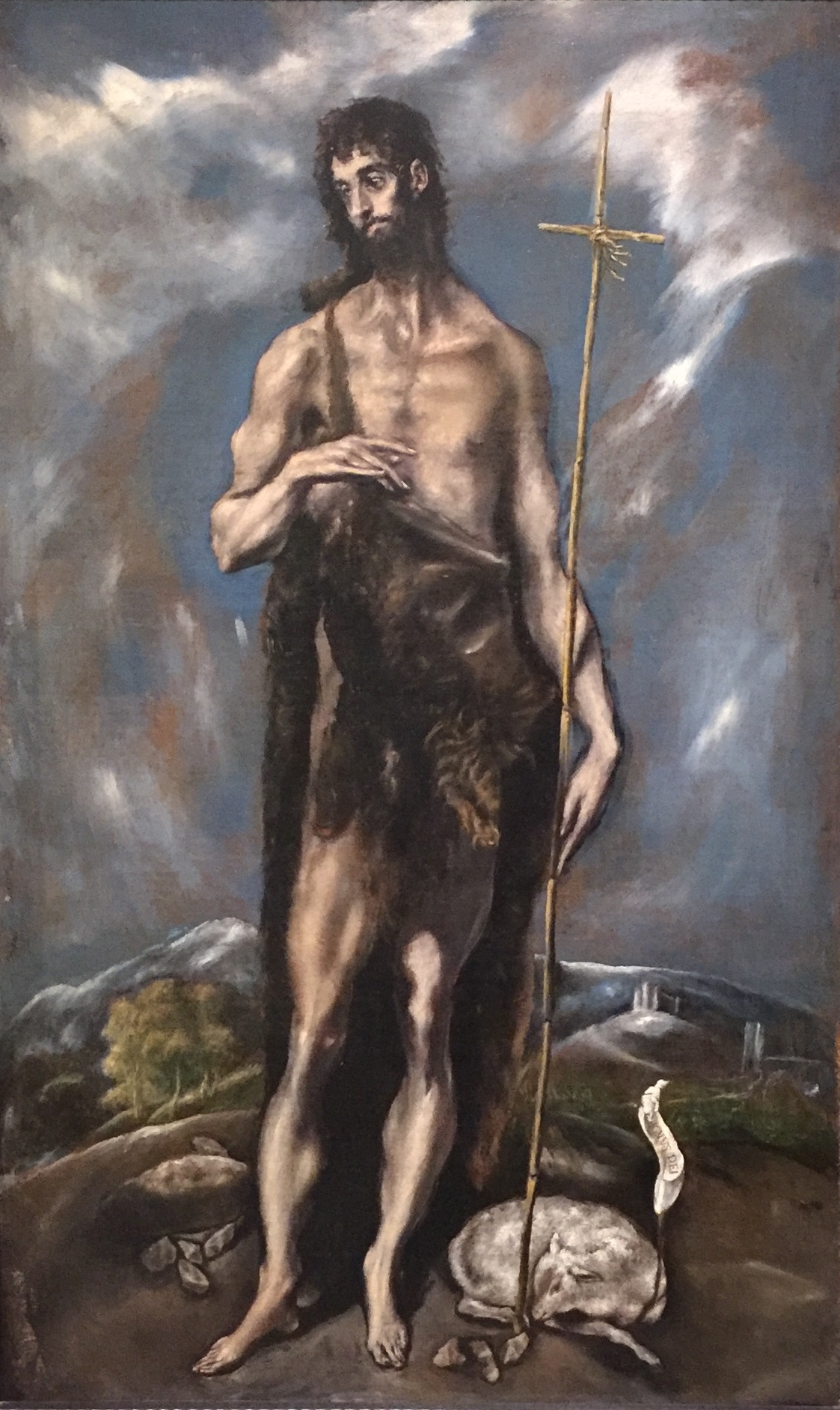
Saint Jean Baptiste Le Greco
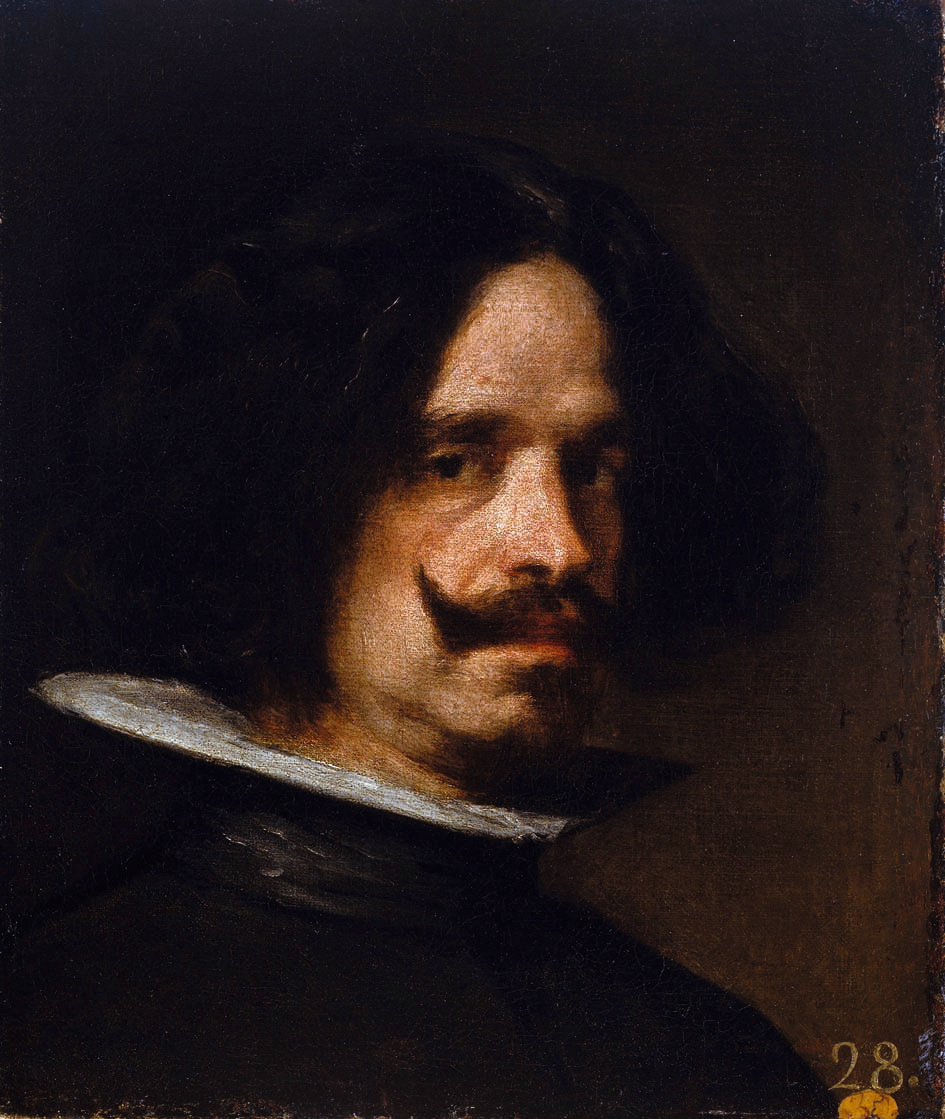
Autoportrait Diego Velázquez
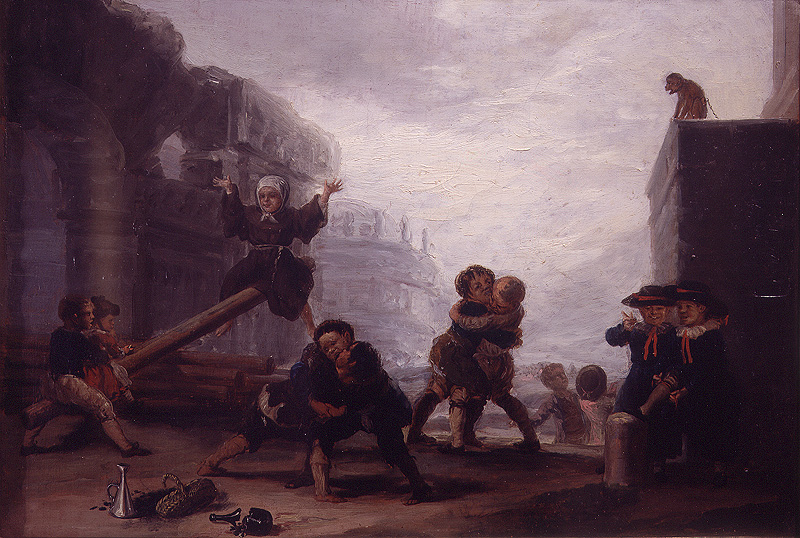
Jeux d'enfants, La Balançoire Goya
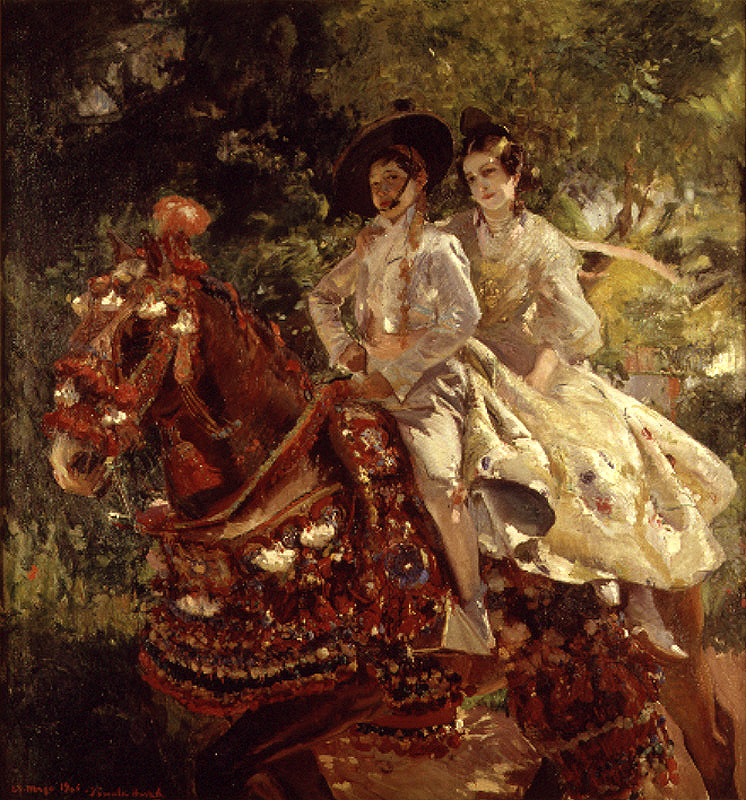
Groupe de Valenciennes Joaquín Sorolla y Bastida
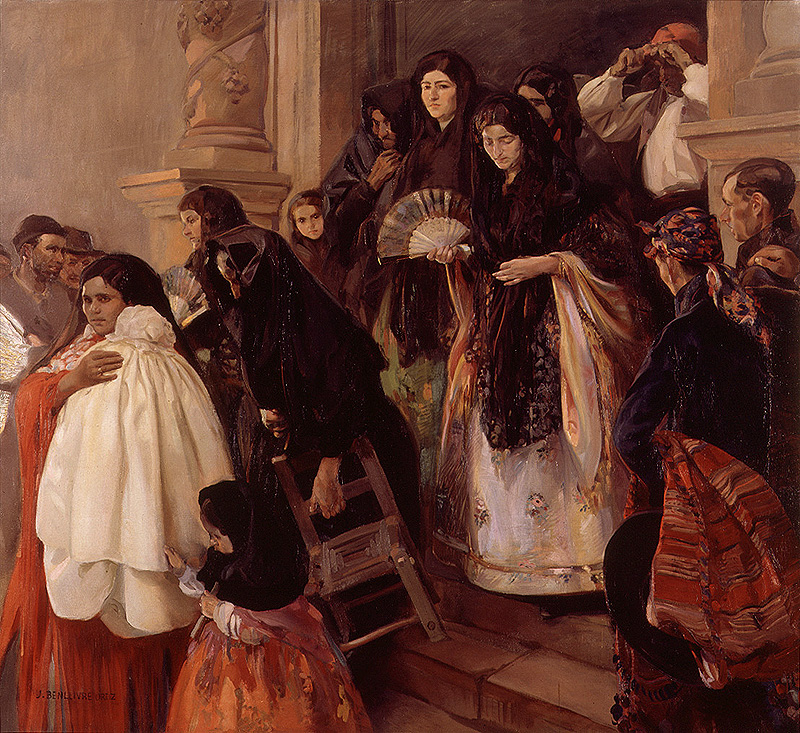
Sortie de la messe à Rocafort José Benlliure Ortiz (es)
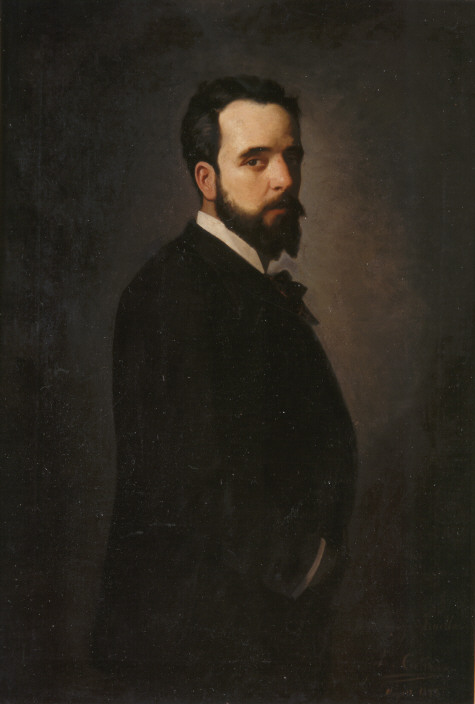
Manuel Penella Raga (es) Antonio Cortina Farinós (en)
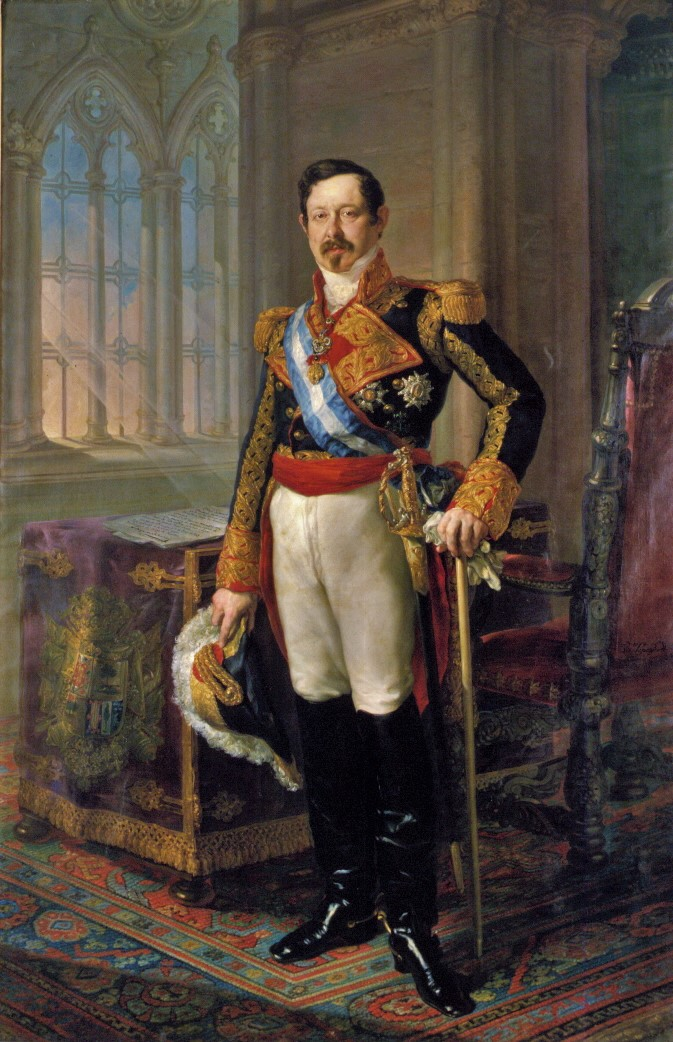
Ramón María Narváez y Campos, primer duque de Valencia. Vicente López Portaña.